# Верцинский, Эдуард Александрович
Эдуард Александрович Верцинский (1873, Ревель — 1941, Ленинград) — русский генерал-майор, участник Первой мировой войны.

## Биография
Происходил из дворянской семьи; его отец Александр Михалович (1854—?) и дед Михаил Андреевич (1811—?) — участник турецкого похода 1829—1831 гг., в 1857 году были внесены во II-ю часть родословной книги дворянства Московской губернии
Окончил 1-й кадетский корпус (1890) и 1-е военное Павловское училище (1892), откуда выпущен был подпоручиком в лейб-гвардии Кексгольмский полк.
- 6 декабря 1894 — подпоручик гвардии.
- 4 августа 1896 — поручик гвардии.
- 1900 — окончил Николаевскую академию Генерального штаба по 1-му разряду.
- 6 мая 1900 — штабс-капитан гвардии.
- 26 ноября 1900 — старший адъютант штаба 2-го кавалерийского корпуса с переименованием в капитаны Генерального штаба.
- 9 ноября 1902 — 11 ноября 1903 — цензовое командование ротой в лейб-гвардии Кексгольмском полку.
- 9 сентября 1903 — прикомандирован к Чугуевскому пехотному юнкерскому училищу для преподавания военных наук.
- 4 августа 1904 — столоначальник Главного Штаба.
- 6 декабря 1904 — подполковник.
- 4 июня 1905 — штаб-офицер для особых поручений при штабе I Сибирского армейского корпуса. Участвовал в русско-японской войне.
- 21 мая — 30 сентября 1907 — цензовое командование батальоном в 85-м пехотном Выборгском полку.
- 11 октября 1907 — штаб-офицер для особых поручений при штабе XVIII армейского корпуса.
- 3 мая — 4 июля 1907 — прикомандирован к артиллерии.
- 6 декабря 1908 — полковник.
- 13 августа 1910 — начальник штаба Гвардейской стрелковой бригады.

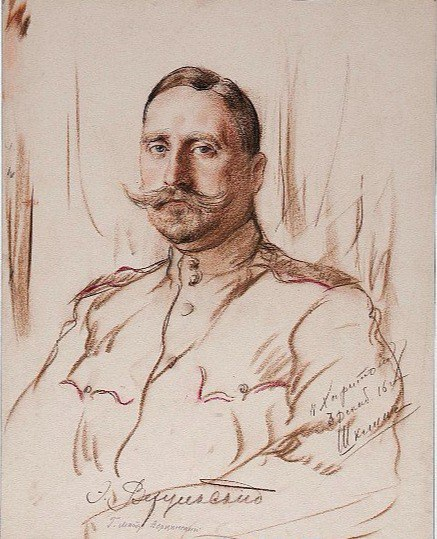
Портрет генерал-майора Эдуарда Александровича Верцинского. 1916 г.

### Первая мировая война
- 30 августа 1914 — командир 145-го пехотного Новочеркасского полка.
- 7 ноября 1914 — генерал-майор.
- 22 января 1915 — командир лейб-гвардии 2-го стрелкового Царскосельского полка.
- 21 сентября 1915 — начальник штаба Гвардейской стрелковой бригады.
- 7 сентября 1916 — начальник штаба гвардейской стрелковой дивизии.
- 19 февраля 1917 — генерал-майор, начальник штаба 18-го армейского корпуса.
- 10 июня 1917 — начальник штаба 8-й армии.
- 29 августа 1917 — командир гвардейской стрелковой дивизии.
- Август 1917 — в резерве чинов при штабе Петроградского военного округа.
- 31 января 1918 — 1-й обер-квартирмейстер Главного Управления Генерального Штаба (ГУГШ).
- с 25 февраля 1918 до середины марта 1918 — 1-й генерал-квартирмейстер ГУГШ.
- 13 июля 1918 — вышел в отставку.
- 1 мая 1918 — открыл табачную лавку.

### В эмиграции
- 1921 — Получил эстонское гражданство.
- Весна 1922 — Арестован по обвинению в посещении посольства Эстонии в Петрограде. Провёл в заключении 3,5 месяца по обвинению в продаже золотых и серебряных вещей.
- 2 августа 1923 — Уехал в Эстонию. Не смог поступить в эстонскую армию ввиду незнания эстонского языка.
- Жил случайными заработками (в том числе торговал луком).
- 27 января 1925 — Вновь подал прошение о зачислении на военную службу и вновь получил отказ.
- 1925 — Агент Северного страхового общества.
- 1925—1926 — Стал членом Объединения лейб-гвардии Кексгольмского полка.
- 1930—1937 — Жил в Таллине.
- Возглавлял Союз гвардейских стрелков в Эстонии, был заместителем председателя Комитета «Дня русского инвалида».
- 29 сентября 1940 — После вхождения прибалтийских государств в состав СССР арестован органами НКВД.
- 24 февраля 1941 — Приговорён к расстрелу.

17 апреля 1941 года Верцинский был расстрелян в Ленинграде и тайно захоронен в Левашовской пустоши. Реабилитирован 11 июля 1990 года постановлением Верховного суда Эстонской ССР.

## Сочинения
- Год революции: воспоминания офицера Генерального штаба за 1917—1918 года: начало революции. Штаб 18-го армейского корпуса : штаб 8-й армии генерала Корнилова : командование Гвардейской стрелковой дивизией : служба в Главном управлении Генерального штаба. Таллинн, 1929.
- Из мировой войны: боевые записи и воспоминания командира полка и офицера Генерального штаба за 1914—1917 годы. Таллинн-Ревель, 1931.
- Памятные дни: из воспоминаний гвардейских стрелков. Таллинн: Издание Союза царскосельских стрелков:
  - книга 1 — 1932,
  - книга 2 — 1937,
  - книга 3 — 1939.

## Награды
- Орден Святого Станислава III степени (1903)
- Орден Святой Анны III степени с мечами и бантом (1906)
- Золотое оружие «За храбрость» (1906)
- Орден Святой Анны II степени (06.12.1912)
- Орден Святого Георгия IV степени (ПАФ 12.06.1917)